# Attentat d'Azor en 2001
 (décembre 2018).
Si vous disposez d'ouvrages ou d'articles de référence ou si vous connaissez des sites web de qualité traitant du thème abordé ici, merci de compléter l'article en donnant les références utiles à sa vérifiabilité et en les liant à la section « Notes et références ».
Le 14 février 2001, un attentat a eu lieu près de Azor, en Israël. Un Palestinien de la bande de Gaza conduit un bus dans un groupe de soldats Israéliens qui se trouvait à un arrêt de bus à Azor , tuant 8 personnes—7 soldats et un civil et en blessant 26. L'organisation militante Islamiste Hamas a revendiqué l'attaque.

## Attaque
L'attaquant, âgé de 35 ans, Khalil Abu Alba, vient de la bande de Gaza, et était un chauffeur de bus.
Le 14 février, après la dépose des travailleurs Arabes à Lod et Ramle, il s'est dirigé vers Holon. En arrivant à Azor, il a remarqué un groupe de soldats Israéliens attendant à un arrêt de bus. L'homme a accéléré et a fait une embardée vers la droite, percutât une dizaine de personnes. Il a tué 8 personnes, 7 soldats et un civil, et fait 26 blessés. 
Après l'attaque, il a de nouveau accéléré et conduit rapidement vers le sud, en direction de la bande de Gaza. Le bus a été arrêté après avoir percuté un camion, à 30 km plus loin, après que des policiers avaient tiré dans les roues du bus.

## Les victimes
- Le Sergent Julie Weiner
- Le Caporal Alexandre Manevich
- Sergent D'État-Major Ofir Megidish, 20 ans
- Le Sergent David Iluz, 21 ans
- Le Sergent Kochava Polanski, 19 ans
- Le Caporal Yasmin Karisi, 18 ans
- Le Sergent Rachel Levy, 19 ans
- Simha Shetreet, 30 ans (civil)